# Adinandra apoensis
Adinandra apoensis är en tvåhjärtbladig växtart som beskrevs av Adolph Daniel Edward Elmer. Adinandra apoensis ingår i släktet Adinandra och familjen Pentaphylacaceae. Inga underarter finns listade i Catalogue of Life.